# Casas Adobes
Casas Adobes è un census-designated place (CDP) degli Stati Uniti d'America della contea di Pima nello Stato dell'Arizona. La popolazione era di 66,795 abitanti al censimento del 2010. Casas Adobes si trova a sud e sud-ovest del comune di Oro Valley, e ad ovest della comunità di Catalina Foothills.

## Geografia fisica
Casas Adobes è situata a 32°20′47″N 111°00′35″W (32.346368, −111.009844).
Secondo lo United States Census Bureau, ha un'area totale di 26,77 mi² (69,33 km²).

## Storia
Anche se Casas Adobes è una comunità non incorporata, è più vecchia dei comuni di Oro Valley e Marana. Casas Adobes è nota per avere il centro commerciale di alto livello, il Casas Adobes Plaza, il suo unico centro commerciale, il Foothills Mall, un importante ospedale, il Northwest Medical Center, e l'unico parco botanico, il Tohono Chul Park. Casas Adobes è costituito principalmente da case situate su grandi lotti spesso al di sopra di 1 acro (4.000 m²), ed è suburbana nel carattere.
Fondata negli anni 1940, la comunità di Casas Adobes è cresciuta fino a comprendere un'area di 23 metri quadrati (60 km² ) abitata da quasi 60.000 abitanti. Casas Adobes prende il nome da una grande suddivisione residenziale dello stesso nome sviluppata da Silvio "Sam" Nanini e dalla sua famiglia. La maggior parte delle case della suddivisione sono grandi case in stile ranch costruite con mattoni adobe.
Tuttavia, la storia dell'area di Casas Adobes precede l'arrivo di Sam Nanini. L'area che confina con la Cañada del Oro a nord e il fiume Rillito a sud era principalmente abitata da rancher che allevavano bovini. I ranch di bestiame dominavano l'area di Casas Adobes fino agli anni 1920, quando Tucson era cresciuta abbastanza a nord e l'avvento dell'automobile rendeva l'area più accessibile.
Uno dei primi individui a costruire una casa nell'area era Maurice L. Reid, nel 1923, che proveniva da Tucson, cercando una "cura per i piedi" per la tubercolosi. Alla fine degli anni 1920, Reid acquistò 1.500 acri (6.1 km²) dell'ex ranch, circondato da North Oracle Road ad est, Orange Grove Road a sud, Ina Road a nord, e North La Cholla Boulevard ad ovest. Reid piantò più di 200 acri (0,81 km²) di alberi di agrumi e palme da dattero, che sarebbero diventate il cuore del settore degli agrumi di Tucson. Nel corso degli anni, Reid vendette pacchi di terreno per i siti per le case, e nel 1950 vendette l'ultima delle sue terre.
Leonie Boutall, che si trasferì in Arizona dal Tennessee, decise di costruire un ranch per gli ospiti negli inizi degli anni 1930. Il clima secco, come gli disse il suo medico, avrebbe alleviato i suoi problemi bronchiali. Boutall comprò 100 acri (0.40 km²) dell'ex ranch appena ad ovest di North Oracle Road e a sud di una stretta sterrata ora chiamata Orange Grove Road. Lui costruì il Rancho Nezhone, un ranch di lusso che designato per i ricchi e famosi nell'area scarsamente settentrionale a nord di Tucson. Kate Smith, Liberace, il generale John Pershing e William Boyd erano ospiti del ritiro nel deserto. Boutall vendette la proprietà nel 1948.
Alla fine degli anni 1940, più a nord lungo Oracle Road, Sam Nanini alla fine avrebbe fatto il suo marchio nell'area. Nanini e sua moglie, Giaconda, si trasferirono a Tucson nel 1948 cercando di curare l'asma bronchiale di Giaconda Nanini. A partire dalla metà degli anni 1950, italiano di nascita e trapiantato a Chicago, sviluppò tre suddivisioni residenziali su circa 300 ettari (1.2 km²) che divennero il cuore della comunità di Casas Adobes, dando alla comunità il suo nome. Le suddivisioni, insieme al punto di riferimento di Sam Samin, il Casas Adobes Plaza, sono state considerate da molti come il primo sobborgo di Tucson. Sam Nanini e suo figlio William successivamente costruirono anche il Tucson National Resort di classe mondiale e la suddivisione residenziale di milioni di dollari, il Tucson National Estates.
Mentre i vicini comuni di Casas Adobes, come Oro Valley, Marana e Tucson, che continuano a costruire nuove case e centri commerciali, Casas Adobes è per lo più già costruita. Un tentativo di incorporare la comunità è fallito nel 2001, ed è probabile che uno o tutti e tre i vicini comuni annetteranno in futuro alcune porzioni di Casas Adobes.

### Sparatoria di Tucson
Nella località di La Toscana Village, l'8 gennaio 2011 ha avuto luogo un fatto di cronaca nera che ha preso il nome di "Sparatoria di Tucson del 2011". Nei pressi di un supermercato dove aveva luogo un comizio della deputata democratica Gabrielle Giffords, un uomo ha sparato tra la folla uccidendo 6 persone, tra le quali un giudice federale, e ferendone altre 14, tra le quali, in modo grave, la stessa deputata.

## Società

### Evoluzione demografica
Secondo il censimento del 2010, la popolazione era di 66,795 abitanti.

### Etnie e minoranze straniere
Secondo il censimento del 2010, la composizione etnica del CDP era formata dall'84,50% di bianchi, il 2,10% di afroamericani, lo 0,95% di nativi americani, il 3,23% di asiatici, lo 0,12% di oceanici, il 5,56% di altre razze, e il 3,54% di due o più etnie. Ispanici o latinos di qualunque razza erano il 20,89% della popolazione.